# جيمس رايلي (لاعب كرة قدم)
جيمس رايلي (بالإنجليزية: James Riley)‏ (27 أكتوبر 1982 في الولايات المتحدة - ) هو لاعب كرة قدم أمريكي في مركز الدفاع. لعب مع دي.سي. يونايتد وسان خوسيه إيرثكويكس وسياتل ساوندرز وكولورادو رابيدز ولوس أنجلوس غلاكسي ونادي شيفاز يو إس أي ونيو إنجلاند ريفولوشن وNorth Carolina Fusion U23 ‏ وColorado Springs Blizzard ‏.

## وصلات خارجية
- جيمس رايلي على موقع الدوري الأمريكي (الإنجليزية)
- جيمس رايلي على موقع قاعدة بيانات كرة القدم.إي يو (الإنجليزية)
- جيمس رايلي على موقع Soccerway.com (الإنجليزية)
- جيمس رايلي على موقع AS.com (الإسبانية)